# ダニエル・フィンチ (第8代ウィンチルシー伯爵)

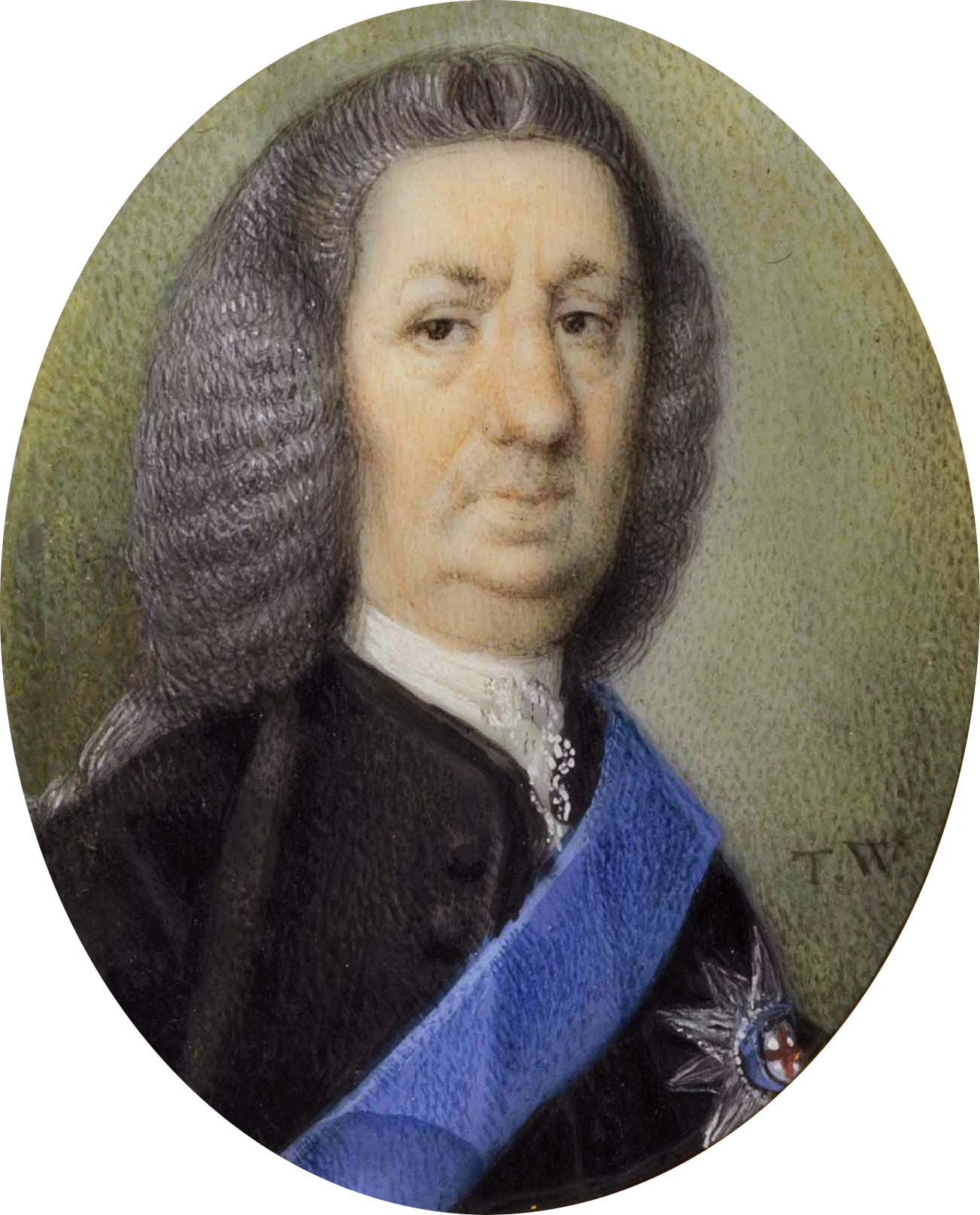
第8代ウィンチルシー伯爵

第8代ウィンチルシー伯爵および第3代ノッティンガム伯爵ダニエル・フィンチ（英語: Daniel Finch, 8th Earl of Winchilsea and 3rd Earl of Nottingham KG PC、1689年5月24日 – 1769年8月2日）は、グレートブリテン王国の貴族、政治家。

## 生涯
第7代ウィンチルシー伯爵および第2代ノッティンガム伯爵ダニエル・フィンチとアン・ハットンの長男として生まれた。ウェストミンスター・スクールで教育を受けた後、1704年6月23日にオックスフォード大学クライスト・チャーチに入学した。その後、1708年から1710年まで大陸ヨーロッパを旅し、外国滞在中に1710年イギリス総選挙が行われラトランド選挙区で当選した。
議会入りを果たした時点ではトーリー党所属とされたが、1711年12月の「スペインなくして講和なし」の動議において父とともにトーリー党政権の施策に反対、一時は再選が危ぶまれたものの結局1713年イギリス総選挙で再選を果たした。再選直後の立場はホイッグ党とも「気まぐれな」トーリー党員ともいわれ、1714年にアン女王が死去するとタウンゼンド子爵派ホイッグ党に味方した。1715年8月のオーモンド公爵弾劾に賛成し、1717年4月には対スウェーデン戦争準備に反対した。
ロバート・ウォルポールらの辞任によりホイッグ党が一時的に分裂したときは政府の議案に反対票を投じたものの、ウォルポールら野党派からも距離をとり、1720年に両派が和解した頃より議会に登院しなくなった。同年の南海泡沫事件でいくらか利益を上げた。1723年に再び議会に登院するようになり、1725年にボリングブルック子爵の財産没収を取り消す議案を提出した。1725年6月1日に枢密顧問官に任命され、同年から1730年まで王室監査官を務めた。また、1728年4月25日にケンブリッジ大学よりLL.D.の学位を授与された。
1730年1月1日に父が死去するとウィンチルシー伯爵とノッティンガム伯爵の爵位を継承した。同年にカートレット男爵とともに辞任して野党に転じ、以降1742年3月から1744年12月までと1757年4月から7月まで海軍卿を務め、1765年から1766年まで枢密院議長を務めた以外はほとんどの期間で野党としてふるまった。1752年3月13日、ガーター勲章を授与された。
1769年8月2日にフラムで死去、レイヴェンストーンで埋葬された。娘しかいなかったため、甥ジョージ・フィンチが爵位を継承した。

## 家族
1729年12月28日、フランシス・フェイルディング（1734年没、第4代デンビー伯爵バジル・フェイルディングの娘）と結婚した。2人は1女をもうけた。
- シャーロット - 生涯未婚

1738年1月19日、メアリー・パルマー（1757年8月8日没、第4代準男爵トマス・パルマーの娘）と結婚、4女をもうけた。
- ヘニッジ（1818年5月4日没） - 1788年8月22日、第4代準男爵ジョージ・オズボーン（英語版）と結婚